# Diego Hidalgo
Diego Hidalgo (ur. 18 kwietnia 1993 w Guayaquil) – ekwadorski tenisista, reprezentant kraju w rozgrywkach Pucharu Davisa.

## Kariera tenisowa
W karierze zwyciężył w dwóch deblowych turniejach cyklu ATP Challenger Tour. Ponadto wygrał dwa singlowe oraz szesnaście deblowych turniejów rangi ITF.
W 2018 roku, podczas igrzysk Ameryki Południowej zdobył złoty medal w grze podwójnej, startując w parze z Emilio Gómezem. W finale ekwadorski debel pokonał Jorge Pantę i Juana Pablo Varillasa 6:2, 6:3.
W rankingu gry pojedynczej najwyżej był na 358. miejscu (3 lutego 2020), a w klasyfikacji gry podwójnej na 70. pozycji (19 września 2022).

### Zwycięstwa w turniejach ATP Challenger Tour

#### Gra podwójna
| Końcowy wynik | Nr | Data             | Turniej   | Nawierzchnia | Partner            | Przeciwnicy                            | Wynik finału   |
| ------------- | -- | ---------------- | --------- | ------------ | ------------------ | -------------------------------------- | -------------- |
| Zwycięzca     | 1. | 4 sierpnia 2019  | Lexington | Twarda       | Martin Redlicki    | Roberto Maytín Jackson Withrow         | 6:2, 6:2       |
| Zwycięzca     | 2. | 25 września 2021 | Ambato    | Ceglana      | Cristian Rodríguez | Alejandro Gómez Thiago Agustín Tirante | 6:3, 4:6, 10–3 |